# Santiago Amengual
Santiago Amengual Balbontín (Quillota, 23 de março de 1815 — Santiago, 29 de abril de 1898) foi um militar chileno, filho de Santiago Amengual Castabella e de Rosario Balbontín e pai do capitão-de-navio Recaredo Amengual Novajas. Ingressou no exército ainda jovem e participou na guerra contra a Confederação Peru-Boliviana, especificamente na batalha de Yungay. Abandonou o exército em 1861 para se dedicar à agricultura.